# Bernard Comrie
Pour les articles homonymes, voir Comrie.
Bernard S. Comrie, né le 23 mai 1947 à Sunderland, est un linguiste britannique.

## Biographie
Bernard Comrie est actuellement professeur et directeur du département de linguistique de l'institut Max Planck à Leipzig, en Allemagne[réf. nécessaire].